# Intrakutannaht

Obere Reihe: Intrakutannaht
untere Reihe: 6 Einzelknopfnähte gefolgt von einer Allgöwer- und einer Donati-Naht. Dadurch insgesamt viele Einstiche in die Haut.

Die Intrakutannaht (von lat. „cutis“ Haut) oder intrakutane Hautnaht ist eine besondere Form der Hautnaht in der Medizin, bei der sich der Faden knapp unter der Hautoberfläche hin- und herwendelt. 
Zweck der Intrakutannaht ist es, Einstichkanäle, die als weiße, punktförmige Narben sichtbar bleiben, möglichst zu vermeiden: Die Hautoberfläche wird nur am Anfang und am Ende der Naht verletzt. Intrakutannähte eignen sich bei geraden und spannungsfreien Wunden, wie sie meistens bei Operationen entstehen. Üblicherweise wird vorher das Fettgewebe unter der Haut mit selbstauflösenden Fäden vernäht, so dass die Intrakutannaht fast keine Kräfte mehr aufnehmen, sondern nur noch die oberste Hautschicht zusammenhalten muss.
Bei Bauchoperationen zeigte sich im Vergleich zur Klammernaht ein selteneres Auftreten von Wunddehiszenzen.
Intrakutannähte werden vereinzelt auch in der Tiermedizin eingesetzt. Viele Tiere versuchen instinktiv, sich die abstehenden Fäden, die sie als Fremdkörper in ihrer Wunde empfinden, herauszuziehen und können sich so versehentlich ihre noch frischen Operationswunden aufreißen. Bei Intrakutannähten steht wenig bis gar nichts ab, so dass das Tier nicht in der Lage ist, sich die (für die Heilung notwendigen) Fäden herauszureißen.